# Renato Boncioni
Renato Boncioni (Brescia, 14 oktober 1941) is een gewezen Italiaans wielrenner, die professioneel renner was gedurende de periode van 1963 tot 1968. Hij won geen enkele wedstrijd. 
De Italiaan werd wel wereldkampioen bij de liefhebbers in 1962. Een wedstrijd die gereden werd in zijn eigen streek, nabij het Gardameer. Tweede werd de latere Deense uurrecordhouder Ole Ritter, derde was de Nederlander Arie den Hartog.
Hij is de vader van de gewezen profrenner Alessio Boncioni, wielrenner in de profrangen van 1997 tot 1999.